# Ectotrypa olmeca
Ectotrypa olmeca är en insektsart som beskrevs av Henri Saussure 1874. Ectotrypa olmeca ingår i släktet Ectotrypa och familjen syrsor. Inga underarter finns listade i Catalogue of Life.